# Мучеництво святого Себастьяна (Перуджіно)
«Мучени́цтво свято́го Себастья́на» (італ. Martirio di San Sebastiano) — картина (фреска) художника П'єтро Перуджіно (1446–1524).
За католицькою легендою, Себастьян був римським вояком з особистої гвардії давньоримського імператора Діоклетіана. Але сповідував християнство, а не римських богів. Імператор прознав про це і наказав розстіляти вояка стрілами. Закатованого Себастьяна покинули. Вночі тіло розстріляного прийшла забрати християнка Ірина зі служницею. Виявилися, що Себастьян ще живий. Ірина потайки забрала зраненого Себастьяна на лікування. За вірність Христу католицька церква зробила Себастьяна святим.
Художники доби Відродження і бароко в Італії полюбляли цей сюжет. Адже він цілком відкрито дозволяв малювати оголене тіло. Займатися анатомією не дозволяла католицька церква. Але без знань анатомії майже неможливо правильно намалювати людське тіло. Тому художники уважно вдивлялись в оголені тіла при купанні і річках і робили швидкі замальовки. А картини з зображенням розстрілу Св. Себастьяна доводили, наскільки успішно засвоїв художник споглядання натури.
Пройде час і сміливий Мікеланджело навіть зробить сцену купання вояків головним моментом своєї фрески «Баталія при Кашині». Самої баталії він не показав, а зобразив сцену, коли вояки повистрибали з води і швидко одягаються, бо був сигнал до бою.

## Святі Себастьяни художника Перуджіно
«Мучеництво Св. Себастьяна» (або «Розстріл Св. Себастьяна») Перуджіно малював декілька разів, і кожен раз це була інакша за композицією картина. Був навіть маленький варіант, де розстріл тільки почався і лише одна стріла влучила в шию святого. Той молиться і наче не помічає болю. А свій підпис (Petrus Perusinus pinxit) художник поставив на корпусі тої стріли (Ермітаж, Петербург).
Зовсім інакше Перуджіно малює сцену розстрілу на збереженій Фресці. Він дає широку площу неіснуючого міста, де на постаменті Себастьян, прив'язаний до колони. Чотири вояки почали розстіл, що може закінчитися смертю. Але Бог-Отець з небес бачить неподобство і вчасно втрутиться. Фреска дивує іншим. І Бога на небі, і вояків, і мученика Себастьяна можна побачити і на картинах інших майстрів (Доменіко Гірландайо, Антонелло да Мессіни, Козімо Тура тощо). Та ніде не можна побачити такої архітектури.

## Закоханий в архітектуру
Архітектура вабила Перуджіно все життя. Захоплення античністю перш за все було спровоковане рясними залишками архітектури Стародавнього Риму в багатьох містах Італії. Вивчення архітектурних і скульптурних залишків було модою і важливою необхідністю. Сплюндровані руїни обміряли, замальовували. Найкоштовніші фрагменти вставляли в нові будови. Про любовне вивчення художником античної архітектури свідчить і ця фреска. Аркада дивує пропорціями, стриманою оздобою лише в необхідних місцях і відсутністю будь-яких пошкоджень. Для Перуджіно в античній архітектурі не було вад чи гріха.
А великий талант Браманте зробить безгрішну античну архітектуру реальністю, спочатку в Мілані в церкві Санта Марія прессо Сан Сатіро, а потім в Римі в дворі Бельведер.